# Ale to nie wszystko
Ale to nie wszystko (ang. And Thereby Hangs a Tale) – zbiór piętnastu krótkich opowiadań, których autorem jest angielski pisarz Jeffrey Archer.
Jest to kolejna porcja opowieści z zaskakującym zakończeniem. Dziesięć z nich opartych jest na prawdziwych wydarzeniach, natomiast pięć jest wytworem wyobraźni autora.

## Zawartość
1. Przylepa (Stuck on You)
2. Telegram urodzinowy od królowej (The Queen’s Birthday Telegram)
3. Wysokie obcasy (High Heels)
4. Randka w ciemno (Blind Date)
5. Laska ze srebrną gałką i fotografia (Where There’s a Will)
6. Schwytany we własne sidła (Double-Cross)
7. I will survive (I Will Survive)
8. Dobre oko (A Good Eye)
9. Tylko dla członków (Members Only)
10. Niewydarzony dyplomata (The Undiplomatic Diplomat)
11. Ci szczęściarze Irlandczycy (The Luck of the Irish)
12. Poprawny politycznie (Politically Correct)
13. Z dwojga złego lepsze to, które znasz (Better the Devil You Know)
14. Nie było miejsca w gospodzie (No Room at the Inn)
15. Wyklęty (Caste-Off)